# Polyspilota comorana
Polyspilota comorana är en bönsyrseart som beskrevs av Giglio-Tos  1911. Polyspilota comorana ingår i släktet Polyspilota,  familjen Mantidae, underfamiljen Mantinae och tribus Polyspilotini. Inga underarter finns listade i Catalogue of Life.